# Pachythone
Pachythone es un género de mariposas de la familia Riodinidae.

## Descripción
La especie tipo es Pachythone erebia Bates, 1868, según designación posterior realizada por Scudder en 1875.

## Diversidad
Existen 14 especies reconocidas en el género, todas ellas tienen distribución neotropical.